# Le Perthus
Le Perthus (katalanisch el Pertús) ist eine französische Gemeinde mit 565 Einwohnern (Stand 1. Januar 2022) im Département Pyrénées-Orientales in der Region Okzitanien in den Ausläufern der Pyrenäen etwa 20 km westlich der steilen Mittelmeerküste.
Das Dorf besteht aus zwei Teilen, dem französischen – einem fast reinen Wohnort – und dem spanischen Teil, der fast nur aus Geschäften besteht, wo man steuerlich begünstigte Waren einkaufen kann. Dieser Els Límits genannte Teil ist der katalanischen Gemeinde La Jonquera zugeordnet.
Der eigentliche Grenzübergang der alten Landstraße ist kurz hinter dem Dorf. Die Autobahn zwischen Frankreich (A9) und Spanien (A7) verläuft direkt oberhalb des Dorfes. 
Es wird angenommen, dass Hannibal mit seinen Elefanten im Zweiten Punischen Krieg 218 v. Chr. den Col du Perthus überquerte, um danach in Illiberis (dem heutigen Elne) am Fuß der Pyrenäen sein Lager zu errichten.
In der Nähe befindet sich die Festung Fort de Bellegarde aus dem 17. Jahrhundert.
In Le Perthus kreuzt die Autobahn (A9 in F, AP-7 in E) oberirdisch in einem spitzen Winkel die Hochgeschwindigkeitsbahn LGV Perpignan–Figueres, die in einem gut 8 km langen Tunnel im Untergrund verläuft. Beide verlaufen lokal etwa in Nord-Süd-Richtung, queren hier die Staatsgrenze und stellen hochrangige Verbindungen von Frankreich im Nordosten nach Spanien im Südwesten dar.

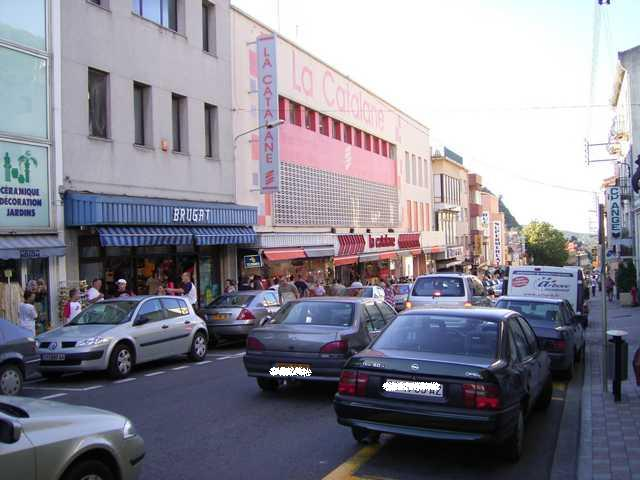
Le Perthus (2005)